# Jacques Donnez

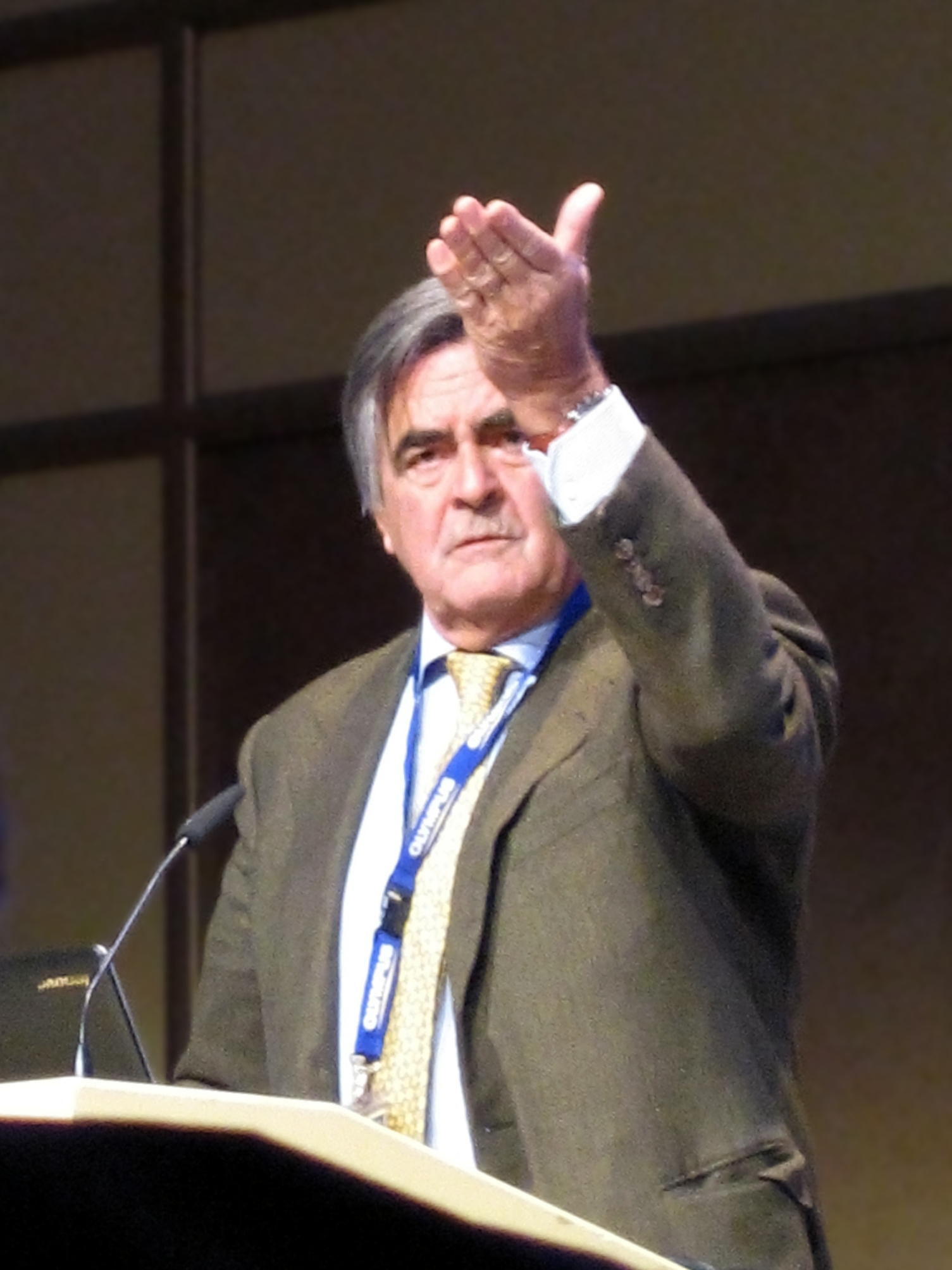
Jacques Donnez (2013)

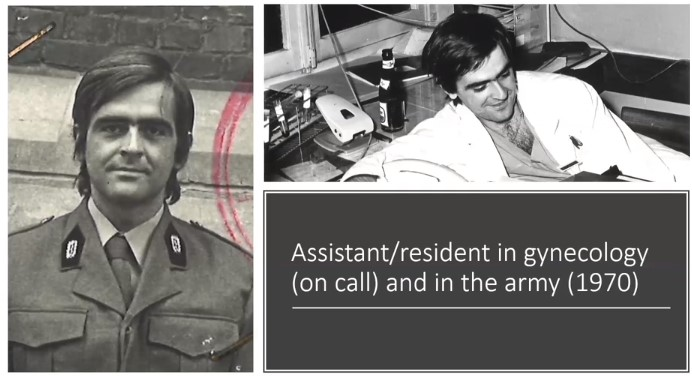
Donnez J. in Deutschland (1970)

Jacques Donnez (* 16. Juli 1947 in Tournai) ist ein belgischer Gynäkologe und Reproduktionsmediziner.

## Leben
Donnez studierte von 1965 bis 1972 Medizin an der Université catholique de Louvain. Er diente 1970 in Deutschland. Danach absolvierte er von 1972 bis 1976 seine Ausbildung in Gynäkologie und Geburtshilfe an den Universitätsklinika Sint-Rafaël (St. Rafael) und Sint-Pieter (St. Pierre) der heutigen Katholieke Universiteit Leuven und am Department für Gynäkologie und Geburtshilfe der Universität Louvain unter Joseph A. Schockaert. Von 1976 bis 1978 absolvierte er sein Internship am Universitätsklinikum Saint-Luc in Chirurgie unter Paul-Jacques Kestens und sein Residency Internship in Gynäkologie von 1978 bis 1980 unter Jacques Ferin.
Ab 1980 war Donnez am Department für Gynäkologie und Geburtshilfe der Université catholique in Louvain-la-Neuve tätig. Er habilitierte sich 1984 zum Ph.D. und wurde 1986 zum Professor und Leiter der gynäkologischen Klinik am Universitätsklinikum Saint-Luc ernannt. 1992 wurde er zum Vollprofessor berufen und zum Leiter des Departements Gynäkologie der Universität Louvain ernannt.
Jacques Donnez war Gründungsmitglied mehrerer europäischer und internationaler medizinischer Fachgesellschaften und zeitweise deren Präsident. Er ist Mitglied im Editorial Board mehrerer Fachzeitschriften.
1993 publizierte Donnez die erste laparoskopische suprazervikale Hysterektomie, welche in dieser Form heute weit verbreitet ist. Im Rahmen eines solchen Eingriffs gelangen ihm 2008 Aufnahmen einer Ovulation bei einer 45-jährigen Patientin.
2003 gelang der Arbeitsgruppe von Jacques Donnez die Transplantation von seit 1997 kryokonserviertem Ovargewebe bei einer Patientin mit überstandenem Hodgkin-Lymphom im Stadium IV mit nachfolgender Geburt eines gesunden Kindes.

2010 berichtete seine Arbeitsgruppe über die erste Wiederherstellung der Ovarfunktion durch Transplantation von Ovargewebe zwischen genetisch nicht identischen Zwillingsschwestern und 2011 über die Geburt nach diesem Eingriff.
Donnez leitete das Departement des Saint-Luc bis zu seinem Ausscheiden im September 2012.

## Kontroversen
Nach der Lancet-Publikation 2004 über die weltweit erste Geburt nach erfolgreicher Transplantation von kryokonserviertem Ovargewebe, wurde mehrfach bezweifelt, ob die Eizelle aus dem transplantierten Gewebe stammte oder sich die Eierstöcke der Patientin von allein erholt hätten. Drei Ko-Autoren zogen daraufhin ihre Autorenschaft an der Publikation zurück. Zudem wurde ein Laptop von Donnez mit den Daten zur Publikation just in diesem Zeitraum gestohlen.
2012 entbrannte eine Diskussion um die 2011 berichtete erfolgreiche Transplantation von Ovargewebe zwischen genetisch nicht identischen Zwillingsschwestern. Einerseits war in der Publikation der Nachweis von Follikeln in einer histologischen Untersuchung von Ovargewebe nicht erwähnt worden, andererseits lag, entgegen der Annahme der Wissenschaftler, keine Genehmigung einer Ethikkommission zu einer Allotransplantation, sondern lediglich zu einer autologen Transplantation, vor. Einige Monate vor der Publikation, am 26. November 2010, war das Labor der Klinik durch Brandstiftung vollständig zerstört worden.

## Ehrungen
Jacques Donnez wurde für seine wissenschaftliche Tätigkeit vielfach geehrt. So hielt er 1994 an der Dalhousie University Halifax (Kanada) die H. B. Atlee Lecture zu Ehren des kanadischen Gynäkologen Harold Benge Atlee (1890–1978).
Es wurde ihm die Ehrendoktorwürde folgender Universitäten verliehen:
- Sun Yat-sen Universität der Medizin Guangzhou (China) (2000)
- Universität Complutense Madrid (Spanien) (2009)
- Universidad de Chile, Santiago de Chile (2011)

Im November 2008 wurde Donnez zum Ehrenprofessor der Universidad de Buenos Aires (Argentinien) ernannt. Er ist seit 2001 Fellow ad eundem des britischen Royal College of Obstetricians and Gynaecologists und seit 2002 Honorary Fellow des thailändischen Royal Thai College of Obstetricians and Gynaecologists (RTCOG).
Donnez wurde die Ehrenmitgliedschaft der South-American Society of Endoscopy, der Japan Society of Gynaecologic and Obstetric Endoscopy, der British Society of Gynaecological Endoscopy, der Sociedade Brasileira de Endoscopia Ginecologica e Endometriose (SOBENGE) und der Sociedad Argentina de Endometriosis verliehen.
Anlässlich des 10. World congress on Human Reproduction wurde ihm 1999 der Award for the outstanding contribution to the field of Human Reproduction und 2000 in Paris der Award of excellence in Endoscopy der European Society for Gynaecological Endoscopy (ESGE).

## Schriften (Auswahl)
- Jacques Donnez: Atlas of Operative Laparoscopy and Hysteroscopy. Taylor & Francis, 3. Auflage 2007, ISBN 0-415-38415-X
- Jacques Donnez, S. Samuel Kim: Principles and Practice of Fertility Preservation. Cambridge University Press, 2011, ISBN 1-139-49612-3
- Jacques Donnez, Michelle Nisolle: An Atlas of laser operative laparoscopy and hysteroscopy. Parthenon Pub. Group, 1994, ISBN 1-85070-464-3